# Oenopota pavlova
Oenopota pavlova é uma espécie de gastrópode do gênero Oenopota, pertencente a família Mangeliidae.